# Bruno Bollini
Bruno Bollini (Parigi, 14 settembre 1933 – Parigi, 20 febbraio 2015) è stato un calciatore francese, di ruolo difensore.